# 양우진
양우진(梁優珍, 2006년 11월 29일 ~ )은 대한민국의 축구 선수로 포지션은 공격수이며 현재 K리그1 수원 FC 소속이다.